# Limburg-Preis
Der Limburg-Preis ist ein deutscher Literaturpreis, den die pfälzische Kreisstadt Bad Dürkheim vergibt. Er befasst sich mit dem literarischen Genre der Prosa und zählt neben dem Georg-K.-Glaser-Preis, dem Martha-Saalfeld-Förderpreis und dem Pfalzpreis für Literatur zu den bedeutendsten literarischen Auszeichnungen des Landes Rheinland-Pfalz.

## Überblick
Der Wettbewerb zum Limburg-Preis findet seit 1991 alle drei Jahre statt und wird im Auftrag der Stadt vom Kunstverein Bad Dürkheim ausgerichtet. Der Preis wurde benannt nach der über der Stadt gelegenen Klosterruine Limburg, weil die Mönche des aus einer Burg hervorgegangenen Klosters im Mittelalter vor allem die Literaturwissenschaften pflegten. 2009 reichten 667 Autoren ihre Beiträge ein.

## Ausschreibung und Dotierung
Teilnahmeberechtigt ist nach den Ausschreibungsregeln jeder Autor bis maximal 40 Jahre, der mindestens eine selbstständige belletristische Buchveröffentlichung (nicht im Selbstverlag) oder einen Prosabeitrag in einer Zeitschrift bzw. Anthologie aufzuweisen hat. Er kann einen bisher unveröffentlichten Prosatext (Erzählung im engeren Sinn) in deutscher Sprache einreichen. Eine thematische Vorgabe gibt es nicht.
Der Jury gehören aktuell der Vorsitzende Markus Orths (Autor, Preisträger des Jahres 2003), Katrin Tempel (Autorin) und Steffen Boiselle (Verleger) an. Der Einsendezeitraum liegt im ersten Halbjahr des Ausschreibungsjahres, die Preisverleihung findet im darauffolgenden Sommer im Refektorium der Klosterruine Limburg der Stadt Bad Dürkheim statt.
Die Gewinner des Wettbewerbes erhalten Geldpreise. Vergeben wurden bis 2003 drei Preise, ab der Ausschreibung 2006 wurde auf den 2. und den 3. Preis verzichtet. Dafür können Beiträge, welche die Endausscheidung erreicht haben, mit dem Prädikat „hervorragend“ ausgezeichnet werden, ohne dass damit ein Geldpreis verbunden ist. In der Zeit zwischen 2000 und 2006 gab es zusätzlich einen Förderpreis, den die Ludwigshafener Tageszeitung Die Rheinpfalz gestiftet hatte.
Die Dotierung der Preise entwickelte sich im Laufe der Zeit folgendermaßen:
| Preise      | bis 2001 | nur 2003 | nur 2006 | seit 2009 |
| ----------- | -------- | -------- | -------- | --------- |
| Hauptpreis  | 3000 DM  | 1500 €   | 2500 €   | 4000 €    |
| 2. Preis    | 2000 DM  | 1000 €   |          |           |
| 3. Preis    | 1500 DM  | 750 €    |          |           |
| Förderpreis | 500 DM   | 250 €    | 750 €    |           |

## Preisträger
- 1991

Hauptpreis: Dieter Henkel für Über zwei Kontinente
2. Preis: Gabriele Weingartner, damals St. Martin, für Über die Kunst, beim U-Bahn-Fahren nicht zu sterben
3. Preis: Michael Rumpf, Grünstadt, für Sinterungen
- 1994

Hauptpreis: Markus Kemminer für Die Vögel
2. Preis: Susanne Faschon, Jakobsweiler, für Himmel und Hölle
3. Preis: Klaus Wiegerling für Der zweite Mann
- 1997

Hauptpreis: Claudia Diemar für Nach-Lauf
2. Preis: Sabine Kornbichler für Lillys Antwort
3. Preis: Verena Mahlow für Mein Schweigen
- 2000

Hauptpreis: Nils Mohl, Hamburg, für Von den Elefanten sprechen wir später
2. Preis: Stefan Monhardt für Die Geschichte mit dem Fleisch
3. Preis: Markus Ramseier, Pratteln (Schweiz), für Unter der Haut
Förderpreis: Martin von Arndt, Markgröningen, für Findung
- 2003

Hauptpreis: Markus Orths, Karlsruhe, für Kleinewelt
2. Preis: Susanne Heinrich, Leipzig, für Other people turn around an laugh at you
3. Preis: Carina Nekolny, Wien, für Der Pullover
Förderpreis: Franziska Gerstenberg, Leipzig, für Glückskekse
- 2006

Hauptpreis: Simon Urban, Hagen, für Gelobtes Land
Förderpreis: Johanna Hemkentokrax, Leipzig, für Schlangenbach
Einstufung „hervorragend“ für die Beiträge von
Philip Meinhold, Berlin
Antje Telgenbüscher, Paderborn
Birgit Schwaner, Wien
Dorothee Trachternach, Hildesheim
Waltraud Bondiek, Radebeul
Birgit van der Leeden, Neustadt (Holstein)
Claudia Rußwurm, Allensbach
Emma Braslavsky, Berlin
- 2009

Hauptpreis: Silke Andrea Schuemmer für Betrifft: Zweite Rate
In die Endauswahl kamen außerdem Hans van Ooyen und Elke Heinemann.
- 2012

Hauptpreis: Janna Steenfatt für Lumi heißt Schnee
- 2015

Hauptpreis: Florian Wacker für Die Springerin
- 2019

Hauptpreis: Martin Peichl für Herzkörper
Einstufung „hervorragend“ für die Beiträge von
Marie T. Martin, Freiburg
Tilman Hoffer, Zürich
Sophia Fritz, München
Yannic Han Biao Federer, Köln
Edda Reimann, Berlin
Philipp Brotz, Freiburg
Erik Wunderlich, Freiburg
- 2022

Hauptpreis: Katherina Braschel für Das vierte Jahr
- 2025

Hauptpreis: David Emling für Die Festung